# Metaltella imitans
Metaltella imitans is een spinnensoort uit de familie Desidae. De soort komt voor in Argentinië.